# (86551) Seth
(86551) Seth est un astéroïde de la ceinture principale.

## Description
(86551) Seth est un astéroïde de la ceinture principale. Il fut découvert le 4 mars 2000 à Lac Tekapo par Nigel Brady. Il présente une orbite caractérisée par un demi-grand axe de 2,29 UA, une excentricité de 0,17 et une inclinaison de 3,7° par rapport à l'écliptique.